# Montearagón
Montearagón è un comune spagnolo di 554 abitanti situato nella comunità autonoma di Castiglia-La Mancia.